# Dionísio (futebolista)
Carlos Dionísio de Brito, mais conhecido como Dionísio (Corumbá, 9 de julho de 1947 — Rio de Janeiro, 24 de setembro de 2014), foi um futebolista brasileiro que atuou como atacante.

## Carreira
Defendeu o Flamengo entre 1967 e 1972, com 164 partidas, destas 75 vitórias, 50 empates, 39 derrotas. Durante este período foram 62 gols e os títulos da Taça Guanabara de 1970 e o Campeonato Carioca de 1972, entre outros.
Em 1973, se transferiu para o Fluminense onde conquistou o Campeonato Carioca de 1973, justamente contra o Rubro-Negro na decisão, onde marcou um gols (o quarto) da vitória tricolor por 4–2. No Fluminense foram 58 jogos e 34 gols.
Ganhou o apelido de "Bode atômico", pela impulsão e a cabeçada muito forte, mesmo não tendo estatura elevada.
Morreu em 24 de setembro de 2014 de infarto agudo do miocárdio, em seu apartamento, no Rio de Janeiro. Era casado, tinha dois filhos e dois netos.

## Títulos
Fonte: [carece de fontes?]
Flamengo
- Taça Guanabara: 1970
- Torneio Internacional de Verão do RJ: 1970
- Torneio do Povo: 1972
- Campeonato Carioca: 1972

Fluminense
- Campeonato Carioca: 1973

Americano
- Campeonato de Campos dos Goytacazes: 1975

Seleção Brasileira
- Torneio Pré-Olímpico: 1968